# 從四品
從四品是中国、朝鮮、越南、琉球古代官位的一个级别，属于次于正四品、高于正五品的官员，在多数朝代为副部或者正司级别的官员。

## 中國

### 北朝
- 尚书左丞、尚书右丞、中书侍郎、散县子

### 隋
- 尚书左丞、尚书右丞、内侍，下郡太守

### 唐朝

#### 文武官
- 从四品上：秘书少监、殿中少监、内侍、大都护府长史、亲王府长史
- 从四品下：国子司业；少府少监；将作少匠；京兆府、河南府、太原府少尹；上州别驾；大都督府、大都护府、亲王府司马；中府折冲都尉

#### 封爵
- 从四品：郡君（外命妇）

#### 散官
- 从四品上：太中大夫、宣威将军
- 从四品下：中大夫、明威将军、归德中郎将

#### 勋
- 轻车都尉

### 宋
- 保和殿、龙图、天章、宝文、显谟、徽猷、敷文阁侍制，左、右谏议大夫，权六曹侍郎七寺卿，国子祭酒，少府、将作监，诸卫将军
- 轻车都尉
- 从四品上：太中大夫、宣威将军
- 从四品下：中大夫

### 金
- 开国郡伯・开国县伯

### 元
- 上州达鲁花赤，上州知州（州尹），大都督府副使，郡伯

### 明朝

#### 文武官
- 国子监：祭酒
- 承宣布政使司：左右参议
- 都转运盐使司同知
- 宣慰使司（土司）副使
- 宣抚司宣抚使
- 安南都统使司宣抚司宣抚使

#### 散官
- 加授阶：朝请大夫、信武将军
- 升授阶：朝议大夫、显武将军
- 初授阶：朝列大夫、宣武将军
- 勋阶：赞治少尹、骑都尉

### 清朝

#### 文武官
- 翰林院侍读学士、翰林院侍讲学士、内阁侍读学士、国子监祭酒、都转盐运使司同知、知府
- 城门领、包衣副骁骑参领、包衣佐领、察哈尔副参领、察哈尔佐领、四品典仪、二等护卫、宣慰使司副使、宣抚使司宣抚使

#### 散官
- 朝议大夫、宣武都尉

## 朝鮮

### 朝鮮王朝

#### 文武官
- 郡守，兵马同佥节制使、兵马万户、水军同佥节制使、水军万户

## 琉球

### 琉球國（第二尚氏）

#### 文武官
宫候大夫，察侍纪官，座敷